# Paris s'éveille
Paris s'éveille je francouzsko-italský hraný film z roku 1991, který režíroval Olivier Assayas podle vlastního scénáře. Autorem hudby k filmu je velšský hudebník a skladatel John Cale. Snímek měl světovou premiéru dne 1. října 1991.

## Děj
Adrian (Thomas Langmann) se přestěhoval ke svému otci Clémentovi (Jean-Pierre Léaud), jehož přítelkyní je o mnoho let mladší Judith Godrèche

## Obsazení
| Judith Godrèche   | Louise         |
| Jean-Pierre Léaud | Clément        |
| Thomas Langmann   | Adrien         |
| Antoine Basler    | Victor         |
| Martin Lamotte    | Zablonsky      |
| Ounie Lecomte     | Agathe         |
| Michèle Foucher   | Louisina matka |

## Ocenění
- Prix Jean Vigo
- César: nominace v kategorii nejslibnější herec (Thomas Langmann)